# Dai Apolón
Dai Apolon es una serie anime creada en 1976 al amparo de la nueva moda de super robots surgida tras el enorme éxito de Mazinger Z. Sin embargo, su éxito lo ha convertido en serie de culto. Las claves de su éxito fueron lo profundo de sus personajes, la excelente banda sonora y el romper con los estereotipos de los mecha (El protagonista no pilotaba al robot, se unía a él como si compartiesen cuerpo y alma). La serie consta de 26 episodios de 25 minutos y un Dai Apolón OVA. También es conocida con los nombres de "UFO Senshi Dai Apolon", "UFO Soldier Dai Apolon", "UFO Robo Dai Apolon", "Dai Apolon el Robot del Espacio", "Shadow World". 
En Argentina fue emitído en Canal 13, dentro de un programa infantil llamado el Laboratorio del Profesor Lambetáin en 1985.
En España nunca fue emitida por TV pero pudo verse gracias a que editaron la serie en video doméstico con el doblaje de Latinoamérica a principios de los años 80.

## Historia
Un chico de 16 años llamado Takeshi es la estrella del equipo de fútbol americano del orfanato 'Cielo Azul'. Toda su vida cambiará cuando le sea revelado que en realidad es el heredero de los reyes de un lejano planeta llamado Apolón. Todo ocurre de manera dramática y misteriosa el día que cumple 16 años. Su pecho es atravesado por una especie de espada gigante de luz que proviene del cielo. 'La llave de energía'. Conocerá a su mentor Lavick, que permanecía en la sombra cuidando de él y que, ahora debe enseñarle a afrontar su legado. Su planeta fue invadido por los Dasán, aniquilando a los congéneres de Takeshi y Lavick.
Junto con la llave de energía, Takeshi descubrirá que cuenta con las mejores armas de su planeta. En una base submarina, se encuentran naves, vehículos especiales y tres robots gigantes (Bedda, Trungu y Legga) cuya fase combinada da lugar al Dai Apolon. Un robot que se sincroniza con el príncipe Apolón, Takeshi, adquiriendo así más potencial que la suma de las partes.
Sus amigos del orfanato, Miki, Goro, Matsuo (y más delante Hideki) conocerán el secreto y formarán equipo con Takeshi. Ellos controlan aeronaves que apoyan al Dai Apolón y están equipados con uniformes como el de Takeshi. La palabra clave para la transformación es '¡Ovni!' y se autodenominan 'Fuerzas Interespaciales'. La temática de los Apolones se basa en el fútbol americano.
Para adquirir el poder absoluto, los Dasan necesitan la unión del Corazón Energético y la Llave de Energía. Como Takeshi está en el planeta Tierra, los Dasán establecen una base secreta bajo el volcán Girela. Al mando se encuentra el Comandante Hiranik, un personaje que, lejos de ser estático, va sufriendo una evolución a lo largo de la serie que le hace plantearse si está en el bando equivocado. Personajes malvados relevantes son el Líder de los Dasán, el capitán Gido y el general Gumez.
La lucha entre los diferentes robots y seres enviados por los Dasán se produce en la Tierra, salvo al final de la serie donde el conflicto es llevado a los planetas Apolón y Dasán. Con la aparición de la madre de Takeshi.

## Guía de episodios
1. Desafiando al invasor diabólico.
2. Un invasor del planeta negro.
3. Amor de padre de hija.
4. Sasolinger contra las fuerzas interespaciales.
5. El reto de los Dasán.
6. El reto de Kindalos.
7. La patada mortal del canguro.
8. Pintas hace que Apolón se enfrente a Takahalia, el monstruo mecánico.
9. Dai Apolón contra el monstruo Vegatón.
10. El secreto de la Base Combinada es revelado.
11. El secreto de la destrucción del planeta Apolón.
12. ¡Formación X al ataque!
13. Mi madre es del planeta Apolón.
14. Muerte por congelación.
15. Operación destrucción por terremoto.
16. Infiltrados asesinos del espacio.
17. El hombre de otro planeta
18. Operación rescate.
19. El ovni.
20. La nueva estación Apolón emerge del mar del sur.
21. Apolón, resiste, el eclipse solar sólo dura 13 minutos.
22. Es completamente remodelado.
23. Terrible venganza por la muerte de Gido.
24. Descubierta la base Dasán en el volcán Girela.
25. Una visión de la madre en el monstruo de acero.
26. El rescate de la reina Apolón en el planeta Dasán.

## Orígenes
La idea provino de un manga llamado "Shonen King" de Tetsu Kariya y Shigeru Tsuchiyama. Su protagonista es un niño huérfano de 15 años llamado Akira. Carece de muchos elementos como el fútbol americano o el de ovni, y sus enemigos son de origen demoníaco.

## Creadores
| Ocupación  | Nombre                                                                            |
| Guionistas | Takao Koyama, Okihara Matsumoto, Noboru Shiroyama, Soji Yoshikawa, Seiji Matsuoka |
| Creador    | Tetsu Kariya                                                                      |
| Diseño     | Toyoo Ashida                                                                      |
| Animación  | Keijiro Kimura, Takashi Kakuta, Konio Okoto, Toyoo Ashida                         |
| Música     | Masahisa Takeichi                                                                 |

## Doblaje al español
Versión en español de Estados Unidos para mercado latinoamericano
- Estudios de doblaje: Cadicy International Corporation (First Line Films).
- Lugar: Mezcla Miami, Florida (Estados Unidos)/Estudios del Instituto Cubano del Arte e Industria Cinematográficos
- Año: aprox. 1979

| Personaje | Actor/Actriz |
|           |              |

- Datos: Q1133598